# Dirección General de Atención Humanitaria y del Sistema de Acogida de Protección Internacional
La Dirección General de Atención Humanitaria y del Sistema de Acogida de Protección Internacional de España es el órgano directivo del Ministerio de Inclusión, Seguridad Social y Migraciones, adscrito a la Secretaría de Estado de Migraciones, responsable de la planificación, desarrollo y gestión de programas de atención humanitaria y de protección internacional.

## Historia
La DGIAH fue creada por primera vez durante el primer gobierno de José Luis Rodríguez Zapatero. Originalmente recibió el nombre de Dirección General de Integración de los Inmigrantes, y se integraba en la entonces llamada Secretaría de Estado de Inmigración y Emigración del Ministerio de Trabajo y Asuntos Sociales, con Jesús Caldera como ministro del ramo. Se estructuraba a través de las subdirecciones generales de Intervención Social y de Relaciones Institucionales, y se le adscribían el Observatorio Español del Racismo y la Xenofobia y el Foro para la Integración Social de los Inmigrantes. Una pequeña modificación en 2005 le añadió competencias sobre la de promoción de políticas de igualdad de trato y no discriminación por el origen racial o étnico y le adscribió el Consejo para la promoción de la igualdad de trato y no discriminación de las personas por el origen racial o étnico.
El cambio de gobierno a finales de 2011 supuso la supresión del órgano directivo, cuyas funciones fueron asumidas por la Dirección General de Migraciones, que agrupaba todas las materias relativas a inmigración y emigración, integradas en la nueva Secretaría General de Inmigración y Emigración del renombrado Ministerio de Empleo y Seguridad Social.
El órgano directivo fue recuperado en verano de 2018 bajo la denominación de Dirección General de Integración y Atención Humanitaria, con Magdalena Valerio como ministra. La recuperación de este órgano se enmarcó en un contexto en el que la inmigración proveniente de África, Oriente Próximo y Venezuela aumentó drásticamente en España, lo que puso la política migratoria en el centro del debate político. Esto propició que el gobierno de Pedro Sánchez hiciese una serie de reformas dentro de la Administración, como la recuperación de la Secretaría de Estado de Migraciones, la recuperación de la Comisión Delegada del Gobierno para Asuntos Migratorios o, la creación de este órgano, entre otros, para hacer frente a dicho reto.
El órgano directivo recuperó sus competencias tradicionales y se estructuró a través de tres subdirecciones generales; de Programas de Protección Internacional, de Programas de Atención Humanitaria y Centros de Migraciones, y de Integración y Relaciones Institucionales. Igualmente, se le adscribieron los organismos tradicionales sobre inmigración, racismo y xenofobia.
En enero de 2020, integrada en el Ministerio de Inclusión, Seguridad Social y Migraciones, fue renombrada como Dirección General de Inclusión y Atención Humanitaria. Igualmente, la Subdirección General de Programas de Atención Humanitaria y Centros de Migraciones fue renombrada como Subdirección General de Programas de Acogida y Atención Humanitaria y la Subdirección General de Integración y Relaciones Institucionales como Subdirección General de Planificación Estratégica y Fondos Europeos.
En abril de 2021, el órgano directivo cambió de denominación a Dirección General de Programas de Protección Internacional y Atención Humanitaria y se simplificó su estructura de tres a dos subdirecciones generales: una de Programas y otra de Emergencias y Centros de Migraciones. Las funciones relativas a la gestión de fondos europeos pasaron a ejercerse directamente por la Secretaría de Estado.
A finales de marzo de 2022 se volvió a reorganizar el sistema de acogida español, debido a la invasión Rusa de Ucrania que provocó un drástico aumento de solicitantes de protección internacional de refugiados Ucranianos. Este hecho afectó al órgano directivo, que fue renombrado como Dirección General de Atención Humanitaria e Inclusión Social de la Inmigración, simplificándose aun más su estructura al depender únicamente la Subdirección General de Emergencias y Centros de Migraciones y se le adscribió el Observatorio Español del Racismo y la Xenofobia así como el Foro para la Integración Social de los Inmigrantes que antes dependían directamente de la Secretaría de Estado. Por otra parte, sus funciones relativas a programas de protección internacional así como todo lo concerniente a la gestión del sistema español de acogida se transfirió a la nueva Dirección General de Gestión del Sistema de Acogida de Protección Internacional y Temporal. Este último hecho se revirtió en diciembre de 2023, recuperando esas funciones y renombrándose como Dirección General de Atención Humanitaria y del Sistema de Acogida de Protección Internacional.
Tras unificar las funciones en un único órgano, este pasó a componerse de tres subdirecciones generales: una de Gestión de Plazas e Itinerarios de Atención Humanitaria y del Sistema de Acogida de Protección Internacional, otra de Planificación y Evaluación, y una última de Centros y Emergencias del Sistema de Migraciones. Por otra parte, lo referente al Observatorio Español del Racismo y la Xenofobia, este pasó a depender directamente de la Secretaría de Estado.

## Estructura y funciones
La DGIAH desarrolla sus funciones a través de los siguientes órganos:
- La Subdirección General de Gestión de Plazas e Itinerarios de Atención Humanitaria y del Sistema de Acogida de Protección Internacional, a la que corresponde la gestión y seguimiento de los programas de atención humanitaria a personas migrantes, de los programas especiales para la acogida y atención de personas refugiadas, solicitantes y beneficiarios de protección internacional y del programa nacional de reasentamiento, y del sistema de acogida de protección internacional. También se encarga de los instrumentos de colaboración con otras administraciones y entidades públicas y privadas.
- La Subdirección General de Planificación y Evaluación, a la que le corresponden tareas de planificación y evaluación en relación con las necesidades de los programas de atención humanitaria y del sistema de acogida en materia de protección internacional, así como el desarrollo y seguimiento de estándares de calidad del funcionamiento del sistema de acogida de solicitantes de protección internacional y del programa de atención humanitaria de migrantes.
- La Subdirección General de Centros y Emergencias del Sistema de Migraciones, a la que corresponde la planificación y gestión de los centros migratorios y la planificación, gestión y seguimiento de actuaciones de intervención urgente para situaciones de carácter excepcional y emergencia migratoria.

### Adscripciones
- Los Centros de Acogida de Protección Internacional (CAPI).
- Los Centros de Atención, Emergencias y Derivación (CAED).
- Los Centros de Recepción, Atención y Derivación (CREADE).
- Los Centros de Estancia Temporal de Inmigrantes (CETI).
- Los Centros de Primeras Llegadas (CPLL).
- Aquellos centros de migraciones del programa de atención humanitaria y del sistema de acogida en materia de protección internacional, de titularidad pública, no encuadrados en los anteriores.

## Titulares
- Estrella Rodríguez Pardo (1 de mayo de 2004[15] -31 de diciembre de 2011;[16] 22 de junio de 2018[17] -febrero de 2020)
- Santiago Antonio Yerga Cobos (12 de febrero de 2020-29 de abril de 2020)[18]
- Francisco Miguel Dorado Nogueras (29 de abril de 2020-30 de diciembre de 2020)[19]
- María Teresa Pacheco Mateo-Sagasta (30 de diciembre de 2020-17 de noviembre de 2021)[20]
- Elena Biurrun Sainz de Rozas (17 de noviembre de 2021-2 de febrero de 2022)[21]
- Miriam Benterrak Ayensa (2 de febrero de 2022-18 de enero de 2023)[22]
- Carlos Mora Almudí (18 de enero-8 de diciembre de 2023)[23]
- Amapola Blasco Marhuenda (8 de diciembre de 2023-2 de julio de 2025)[24]
- Paloma Favieres Ruiz (16 de julio de 2025-)[25]